# Laura Haddock
Laura Jane Haddock (Enfield, 21 de agosto de 1985) é uma atriz britânica, conhecida por representar os papeis de Kacie Carter em Honest, Bethan em The Colour of Magic, Natasha em Monday Monday, Sam em How Not to Live Your Life e Alison no The Inbetweeners Movie. Laura estudou em Arts Educational Schools, London (ArtsEd) e em St George's School, Harpenden. Em 2013 desempenhou o papel de Lucrezia Donati em Da Vinci's Demons

## Carreira
Laura Haddock cresceu em Harpenden, onde frequentou a escola St George's School. Em 2002, com 17 anos de idade, deixou os estudos e ingressou na Arts Educational Schools, London, em Chiswick. Em 2007 conquistou o seu primeiro papel como Melaine numa sitcom britânica My Family. Participou na série televisiva Honest, The Colour of Magic, Monday Monday, How Not to Live Your Life e The Inbetweeners Movie. Em 2013, a atriz desempenhou o papel de  Lucrezia Donati, na série televisiva Da Vinci's Demons.

## Filmografia
| Ano  | Título                               | Papel              | Notas          |
| ---- | ------------------------------------ | ------------------ | -------------- |
| 2007 | The Colour of Magic                  | Bethan             | Filme          |
| 2008 | A Pocket Full of Rye                 | Miss Grosvenor     | Filme          |
| 2011 | Capitão América: O Primeiro Vingador | Autograph Seeker   | Filme          |
| 2011 | The Inbetweeners Movie               | Alison             | Filme          |
| 2011 | Rage of the Yeti                     | Ashley             | Filme          |
| 2012 | Storage 24                           | Nikki              | Filme          |
| 2012 | House Cocktail                       | The Beautiful      | Curta-metragem |
| 2012 | Electric Cinema: How to Behave       | Silent Era Woman 2 | Curta-metragem |
| 2013 | Goldfish                             | Angela             | Curta-metragem |
| 2013 | Hardwire                             | Kelly              | Curta-metragem |
| 2014 | A Wonderful Christmas Time           | Cherie             |                |
| 2014 | Guardiões da Galáxia                 | Meredith Quill     |                |
| 2015 | SuperBob                             | June               |                |
| 2017 | Transformers - O Último Cavaleiro    | Vivian Wembley     | Filme          |
| 2017 | Guardiões da Galáxia Vol. 2          | Meredith Quill     |                |

| Ano       | Título                    | Papel                           | Notas            |
| --------- | ------------------------- | ------------------------------- | ---------------- |
| 2007      | My Family                 | Melanie                         |                  |
| 2007      | Comedy Showcase           | Nicky                           |                  |
| 2008      | Honest                    | Kacie Carter                    | Elenco principal |
| 2008      | The Palace                | Lady Arabella Worthesley Wolsey |                  |
| 2008      | The Colour of Magic       | Bethan                          | (TV Mini-Series) |
|           | Agatha Christie's Marple  | Miss Grosvenor                  | Série            |
| 2009      | Monday Monday             | Natasha                         | Elenco principal |
| 2011      | Strike Back: Project Dawn | Dr. Clare Somersby              |                  |
| 2009–2011 | How Not to Live Your Life | Samantha                        | Elenco principal |
| 2012      | Upstairs Downstairs       | Beryl Ballard                   | Elenco principal |
| 2012      | Missing                   | Susan Grantham                  |                  |
| 2013      | Dancing on the Edge       | Josephine                       |                  |
| 2013      | Da Vinci's Demons         | Lucrezia Donati                 | Elenco principal |
| 2014      | Ripper Street (TV Series) | Lady Vera Montacute             |                  |
| 2015      | Luther                    | Megan Cantor                    |                  |
| 2016      | The Musketeers            | Pauline                         |                  |
| 2016      | The Level                 | Hayley Svrcek                   |                  |
| 2022      | The Recruit               | Max Meladze                     | Elenco Principal |